# سیاست در جمهوری آرتساخ
سیاست در جمهوری آرتساخ، در چارچوب قانون اساسی مکتوب، مصوب رأی عمومی، که سه قوه مجریه، مقننه و قضائیه را به رسمیت می‌شناسد، صورت می‌گرفت. قوه مجریه، حکومت در چارچوب یک جمهوری دموکراتیک نیابتی ریاستی اعمال می‌شد که در آن رئیس‌جمهور آرتساخ، هم رئیس کشور و هم رئیس دولت بود. قوه مقننه حکومت، از دولت و مجلس ملی تشکیل شده بود. انتخابات مجلس ملی بر اساس نظام چندحزبی، برگزار می‌شد. از سال ۲۰۰۹، سازمان غیردولتی مستقر در آمریکا، خانه آزادی، آرتساخ را از نظر حقوق سیاسی و مدنی بالاتر از ارمنستان و جمهوری آذربایجان قرار می‌دهد. این جمهوری عملاً مستقل و از نظر قانونی بخشی از جمهوری آذربایجان بود. هیچ‌یک از انتخابات در آرتساخ توسط نهادهای بین‌المللی مانند گروه مینسک سازمان امنیت و همکاری اروپا، اتحادیه اروپا یا سازمان همکاری اسلامی، به رسمیت شناخته نشد. هم جمهوری آذربایجان و هم ترکیه، این انتخابات‌ها را محکوم کرده و آن را منبع افزایش تنش‌ها خواندند.
پس از حمله آذربایجان در ۱۹ سپتامبر ۲۰۲۳، آرتساخ موافقت کرد که تا ۱ ژانویه ۲۰۲۴ خود را منحل کند، با این حال، به جای انحلال، آنها یک دولت در تبعید در ایروان، ارمنستان، تأسیس کردند. نخست‌وزیر ارمنستان، نیکول پاشینیان، از آن زمان، به شدت با وجود دولت در تبعید در ارمنستان مخالفت کرده است.